# Vlag van de Duitstalige Gemeenschap
De vlag van de Duitstalige Gemeenschap is de vlag van het vroegere Oost-België (Ostbelgien) en tegenwoordig de Duitstalige Gemeenschap in het oosten van België. Het uitzicht van de vlag is bepaald per decreet van 1 oktober 1990. Hetzelfde decreet bepaalt ook een feestdag voor de gemeenschap, namelijk 15 november, waarop de vlag dient te wapperen aan de openbare gebouwen in de Belgische Duitstalige gebieden.

## Beschrijving
Centraal op de witte vlag staat een rode leeuw die wordt omgeven door negen blauwe vijfbladeren. Het vijfblad is een heraldisch wapenfiguur en stelt een bloesem voor met vijf gestileerde en concentrisch gestileerde bloemblaadjes rondom een bloemknop, verwijzend naar de 9 gemeenten die samen de Duitstalige Gemeenschap vormen. 4 in de noordelijke helft: Eupen, Kelmis, Lontzen en Raeren en 5 in de zuidelijke helft: Amel, Büllingen, Burg-Reuland, Bütgenbach en Sankt Vith.
De rode leeuw verwijst naar de leeuw op het wapenschild van zowel het Hertogdom Limburg als ook dat van Groothertogdom Luxemburg, waartoe het zuidelijke en noordelijke deel respectievelijk hoorden. In tegenstelling tot de Limburgse en Luxemburgse leeuwen heeft hij geen kroon, geen dubbele staart en zijn z’n klauwen en tong niet goud, maar rood.
Ook de witte achtergrond verwijst naar de oorsprong van dit gebied waarvan de wapenschilden beide een witte achtergrond hebben. Bovendien kunnen we op het wapenschild van het Groothertogdom Luxemburg niet alleen witte strepen op de achtergrond zien, maar ook lichtblauwe strepen. Om hiernaar te verwijzen zijn de negen vijfbladeren in dezelfde kleur ontworpen.
|  |  |